# Кофе и сигареты, мемфисская версия
«Кофе и сигареты, мемфисская версия» (англ. Coffee and Cigarettes, Memphis Version), также известен как «Кофе и сигареты II» (англ. Coffee and Cigarettes II) — короткометражный чёрно-белый фильм Джима Джармуша. Второй фильм из цикла «Кофе и сигареты», который в 2003 году был выпущен как полнометражный фильм. В полную версию мемфисский эпизод вошёл под названием «Twins» («Близнецы»).

## Сюжет
Действие фильма происходит в Мемфисе, штат Теннесси. Брат и сестра, близнецы, сидят в кафе и обсуждают качество кофе и спорят о том, какие сигареты лучше. К ним подходит официант и, заметив, что они двойняшки, начинает выяснять, кто из них злой близнец, а кто добрый. После этого официант излагает близнецам свою теорию о «злом двойнике» Элвиса Пресли.

## В ролях
- Джой Ли — добрый близнец
- Синк Ли — злой близнец
- Стив Бушеми — официант